# ジェローム・ヌヴィユ
ジェローム・ヌヴィユ（Jérôme Neuville、1975年8月5日 - ）は、フランス、イゼール県サン＝マルタン＝デール出身の自転車競技選手。

## 来歴
1999年から2001年までクレディ・アグリコル、2002年にコフィディスに所属し、ロードレース選手として活動したこともあったが、それ以外の年度は主にトラックレースの活動が主体。
世界選手権自転車競技大会では通算3回の優勝経験がある他、夏季オリンピックでは、1996年のアトランタオリンピックから2008年の北京オリンピックまで4大会連続出場を果たした。